# 圣本图-杜特赖里
圣本图-杜特赖里是巴西北大河州的一个市镇。总面积190.816平方公里，总人口3248人，人口密度17人/平方公里。